# 西奥多·赫茨尔
西奥多·赫茨尔（匈牙利語：Herzl Tivadar，羅馬化：Te'odor Hertze；1860年5月2日—1904年7月3日），奥匈帝国犹太人记者、律师、作家与政治活动家，被广泛认为是犹太复国主义运动的奠基人。赫茨尔于1897年创建世界犹太复国主义组织，并推动犹太人移居巴勒斯坦地区，以建立犹太国家。由于赫茨尔在犹太复国主义运动的贡献，他在希伯来语中被尊为国家的远见者（羅馬化：Chozeh HaMedinah）。1948年的《以色列独立宣言》亦将赫茨尔尊为“犹太国家的精神之父”（英語：the spiritual father of the Jewish State）。

## 早年生涯
西奥多·赫茨尔出生于布达佩斯，童年时候移居维也纳。学习过法律并取得了奥地利的法律执照，但后来主要从事新闻学和文学职业，担任维也纳《新自由日报》的主编。早年主要是为报纸写杂文花絮，和犹太人无关，后来又兼写作戏剧。

## 领导犹太复国主义运动
1896年出版的《犹太国》彻底改变了他的事业和生活。书中宣称：欧洲的“犹太人问题”不是社会问题或宗教问题，而是民族问题。其解决方法是建立犹太人的自治国家。
很多人认为他写这本书的动机是德雷福斯事件。该事件中，法国军队的一名犹太裔军官德雷福斯遭遇冤案，被定成为德国作间谍的叛國罪。赫茨尔当时为一家奥匈帝国的报纸报道此事件，并目击了德雷福斯案宣判后，在巴黎大规模游行并高喊“犹太人该死”的人群，显然这些经历使他认识到和排犹主义对抗是不可能成功的。
他可能不知道之前有人提出过锡安主义的思想，从此之后積極地进行锡安主义的宣传。他1896年4月到君士坦丁堡旅行，返程中在保加利亚的索菲亞受到一个犹太代表团的欢迎。成为锡安主义者的领袖后，他的时间大部分为政治活动所占据。
1897年在维也纳自费出版了锡安主义周刊《世界报》（Die Welt），其后在瑞士巴塞尔组织了第一次錫安主義代表大會並被选为会长，此后每次大会上都继续全额当选。1898年以后开始在各国进行外交活动，且被德皇威廉二世接见數次，在签署海牙公约的会议上和不少政治家见面。1901年5月，首次被鄂圖曼土耳其帝國的蘇丹阿卜杜勒·哈米德二世接见，但苏丹拒绝把巴勒斯坦允诺给锡安主义者，并说“我宁可兵刃加身，也不愿意失去巴勒斯坦”。
1902－03年，赫茨爾受邀请在英国皇家移民委员会上作证，并由此熟悉了英国政府的一些官员，特别是当时任殖民地事务大臣的约瑟夫·张伯伦。經由張伯倫的牽線，他向英國要求與埃及政府谈判把犹太人移居西奈半岛的宪章，此事並未成功，但在开罗之時，于1903年8月接到英国政府的请求，要他协助在英属东非建立一个大型犹太人定居点，并成立自治但附属于英国的政府。由于锡安主义在俄国受到政府威胁，他又连忙赶往圣彼得堡面见俄国政府，同时请求改善俄国犹太人的境遇。1903年8月，他把英国方面定居东非的计划（又称乌干达计划）呈报给巴塞尔的第六届锡安主义者大会，大会投票295：178（98票弃权）赞成对此计划进一步研究的主张。
1904年病逝在奥地利帝國拉克斯山麓賴謝瑙，以色列建国后，于1949年移葬到耶路撒冷最高的山顶上，即今天的赫茨尔山，山上有埋葬国家领导人和烈士的国家公墓。

## 著作
- 《犹太国》（1896年）
- 《新故土》（该书的希伯来语名称音译「特拉维夫」，后来成为以色列一个主要城市的名称。1902年）

## 外部連結
- Works by Herzl in Germanfrom the
- "Altneuland"
- Herzl's Writing
- Zionism and the creation of modern Israel （页面存档备份，存于）
- Biography of Theodor Herzl （页面存档备份，存于）
- 赫茨尔——为以色列国奠基[永久]
- 赫茨尔的遗骸被带到耶路撒冷最后安息 （页面存档备份，存于），1949年8月27日，耶路撒冷电影院的以色列电影档案馆（希伯來語：ארכיון הסרטים הישראלי בסינמטק ירושלים），英文字幕是可行的。